# Miżany (Litwa)
Miżany (lit. Miežionys) − wieś na Litwie, w rejonie solecznickim, 3 km na zachód od Podborza, zamieszkana przez 33 ludzi. Przed II wojną światową w Polsce, w powiecie lidzkim województwa nowogródzkiego.

## Urodzeni w Miżanach
- Stanisław Hałko − polski ksiądz katolicki, doktor filozofii, nauczyciel historii, poseł na Sejm Ustawodawczy[3].
- Antoni Łokuciewski − polski nauczyciel, działacz społeczny, samorządowy i polityczny, dyrektor gimnazjum w Oszmianie, marszałek Sejmu Litwy Środkowej[4].